# ナナ・イロ
ナナ・イロは、日本の音楽ユニット。

## メンバー
- 内海あい（うつみ あい、1982年12月9日 - ）愛称は「あい先輩」

担当はボーカル・キーボード。愛知県愛西市出身。射手座。3歳からエレクトーンを習う。
福井県立大学進学のため、愛知から福井に移住。好きな食べものは、チーズ類・梅系・タイ料理。趣味は、読書・映画・リサイクルショップ巡り。
- 岩堀路子（いわほり みちこ、1983年12月20日 - ）愛称は「みっちゃん」

担当はギター。福井県福井市（旧清水町）出身。射手座、B型。中学生の頃からギターを始める。尊敬するアーティストは久石譲。
福井県の藤島高校から福井県立大学に進学。好きな食べ物は、寿司と肉類全般。
2009年から本格的なクレイアート作品制作を開始。紙ねんどでアニマルキャラクターを作る「みっちゃんの紙ねんど教室」を全国各地で開催。

## 経歴
2002年10月、ショッピングセンターのイベントで対面したことがある内海と岩堀が、福井県立大学の軽音部にて「Rococo」を結成。
サークル内でそれぞれのバンドで活動していたが、「オリジナル曲を制作・演奏してみたい」と意気込む岩堀に内海が声をかけた事がきっかけでユニットを結成。
同大学大学祭「白樫祭」のステージで初ライブ。当初は「大きな古時計」やカバー曲などを演奏していた。
初のオリジナル曲は、内海が作詞し2人で曲をつけた「Non Blue」。その後、福井の地域情報誌「URALA」とソニーミュージックSDグループが主催した"ソニーぶっとびオーディション"の初代グランプリを獲得し、結成から3ヶ月で福井出身アーティストのコンピレーション・アルバム「彗星2」にてオリジナル曲「ヂオラマ」を収録。福井フェニックスプラザ小ホールでのレコード発売記念ライブでは、バックバンドを率いての演奏に初挑戦した。
その後大学に在学しながら音楽活動を続け、東京でのレコーディングやライブ、地元福井でのイベント・ライブへの参加、ラジオ・テレビへの出演等精力的に行う。
2003年9月、自主制作CD「ロココのドロップ」をライブ会場や自身のホームページで販売。（現在廃盤）
2004年1月、ユニット名を「ナナ・イロ」に改称。メジャーレーベルと仮契約を結んでいた期間もあったが、本契約には至らなかった。その後もアルバイトをしながら地元福井を中心に月数回のライブ出演・レギュラーラジオ番組・福井街角放送「ナナ・イロのうきうき日和」を続ける。
2006年、岩堀が締切り直前に応募したフジテレビ「めざましどようび」主催の音楽コンペ「めざうたコンペ　秋の陣」で優勝。同年秋にメジャーデビューシングル「たからもののうた」をリリース。3ヶ月の間、同番組のテーマソングとして採用された。全国オンエアの生放送の出演も果たした。
同年11月からはFM福井でレギュラー番組「ナナ・イロココニアリ！」を開始。その後2009年3月まで約2年半放送。
2007年5月にはセカンドシングル「ブランケット」が関西テレビ「鬼嫁日記〜いい湯だな〜」の挿入歌に採用、続いて2008年2月には日本テレビバラエティ「ぐるぐるナインティナイン」のエンディングテーマのタイアップを獲得したサードシングル「ひとひかり」をリリース。カップリングでははっぴぃえんどの「風をあつめて」のカバーを収録した。
2008年11月には福井県鯖江市にある鯖江市文化センターにて、初めての単独コンサートを企画。1000人以上の座席数を完売、2時間以上のステージを二部構成にまとめる。岩堀がイラストデザインを手がけたオリジナルグッズも販売。
2009年3月15日には、ファーストフルアルバム「雨のち晴れ」を所属事務所からリリース。
NPO法人「CFFC」(チャイルド&ファミリー・フレンドリー・コンソーシアム）の企画にて「親友」を発表（非売品）。作詞作曲はダウンタウンの松本人志の実兄である松本隆博が担当し、松本は「弟の結婚祝いに贈りたい曲」とコメントしている。
2010年09月04日、内海の挙式が行われる。福井市の神明神社にて、多くのファンに見守られての結婚式となった。
2013年1月17日、セカンドアルバム「ten」を発売。
2018年1月14日、サードアルバム「おとのいろ」を発売。
内海、岩堀ともに福井県に在住。ライブ活動・ラジオ出演・テレビCM出演や楽曲提供など、様々な分野で活躍している。

### 略歴
- 2002年10月 - 福井県立大学の軽音部内で結成。
- 2003年1月 - 「SONYぶっとびオーディション」にて、初代グランプリを獲得。
- 2003年3月 - 福井インディーズコンピレーションALBUM「彗星2」に参加。
- 2003年9月 - 自主制作CD「Rococoのドロップ」を発売（現在廃盤）、東京にて初ライブ。
- 2004年1月 - ユニット名を「Rococo」から「ナナ・イロ」へ改名。
- 2004年4月 - 福井街角放送（コミュニティFM局）にて、レギュラーコーナー「ナナ・イロのうきうき日和」開始。
- 2004年5月 - SONY MUSIC FES（キューンレコード）に出演。
- 2006年9月 - フジテレビ系「めざましどようび」主題歌オーディション企画“めざうたコンペ・秋の陣”にて優勝。
- 2006年11月 - FM福井にてレギュラー番組「ナナ・イロココニアリ！」開始。
- 2006年11月22日 --シングル「たからもののうた」でメジャーデビュー。
- 2007年2月 - 第16回統一地方選挙福井県選挙啓発イメージキャラクターに起用され、「耳をすませば」をテレビ・映画スポットCMのテーマ曲に提供
- 2008年11月2日 - 鯖江市文化センターで初のワンマンライブを開催。
- 2009年3月15日 - ナナ・イロ名義1stアルバム「雨のち晴れ」を発売。
- 2013年1月17日 - アルバム「ten」を発売
- 2018年1月14日 - アルバム「おとのいろ」を発売[1]

## ディスコグラフィ
以下のものは2003年発売アルバム（「Rococoのドロップ」はK/oon Recordsからのリリース）以外すべてYOSHIMOTO R and C（旧：R and C Ltd.）からのリリース。

### CDシングル
- 「たからもののうた」（フジテレビ「めざましどようび」10・11・12月テーマ曲）2006年11月22日
- 「ブランケット」（c/w「耳をすませば」）（関西テレビ・フジテレビ系「鬼嫁日記 いい湯だな」挿入歌）2007年5月23日
- 「ひとひかり」（c/w「door」「風をあつめて」）(日本テレビ系「ぐるぐるナインティナイン」エンディング曲)2008年2月27日

### アルバム
- 「Rococoのドロップ」2003年9月（Rococo名義）
- 「雨のち晴れ」2009年3月15日
- 「ten」2013年1月17日
- 「おとのいろ」2018年1月14日

## 出演

### テレビ番組
- 2006年9月 - めざましどようび（フジテレビ）めざましコンペに出演
- 2007年2月3日 - ヨシモト∞（ヨシモトファンダンゴTV）オリエンタルラジオと共演
- 2008年8月31日 - 24時間テレビ31（福井放送）ローカル枠にて出演

### ラジオ番組
- 2006年11月-2009年3月 - ナナ・イロココニアリ！（FM福井）
- 2010年12月4日、18日 - アミ・FM福井のクリスマスホリデー〜アミサンタのクリスマスプレゼント〜（FM福井）
- 2010年12月25日 - FBCラジオ土曜スペシャル　Xmas SHOW（FBCラジオ）

### CM
- スズキアリーナ福井北インター店